# Madagaskar i olympiska sommarspelen 1992
Madagaskar deltog i de olympiska sommarspelen 1992 med en trupp, men ingen av landets deltagare erövrade någon medalj.

## Boxning
Lätt flugvikt
- Anicet Rasoanaivo
  - Första omgången — Förlorade mot Song Chol (PRK), KO-2

Fjädervikt
- Heritovo Rakotomanga

## Friidrott
Herrarnas 400 meter häck
- Hubert Rakotombelontsoa
  - Heat — 51,54 (→ gick inte vidare)

Herrarnas maraton
- Alain Klerk Razahasoa — 2:41,41 (→ 81:a plats)

Herrarnas tresteg
- Toussaint Rabenala
  - Kval — 16,84 m (→ gick inte vidare)

## Tennis
Damsingel
- Dally Randriantefy
  1. Första omgången – Förlorade mot Patricia Hy-Boulais (Kanada) 2–6, 1–6
- Natacha Randriantefy
  1. Första omgången – Förlorade mot Helena Suková (Tjeckoslovakien) 0–6, 1–6

Damdubbel
- Natacha Randriantefy och Dally Randriantefy
  1. Första omgången — Förlorade mot Conchita Martínez och Arantxa Sánchez Vicario (Spanien) 0–6, 0–6